# Куликов, Семён
Семён Кулико́в (8 июля 1891, Санкт-Петербург, Российская империя — ?) — российский гимнаст. Участник летних Олимпийских игр 1912 года.

## Биография
Семён Куликов родился 8 июля 1891 года в Санкт-Петербурге.
В 1912 году вошёл в состав сборной Российской империи на Олимпийских играх в Стокгольме. Выступал в соревнованиях по спортивной гимнастике в личном многоборье. Занял предпоследнее, 41-е место, набрав 79,50 балла и уступив 65,50 балла завоевавшему золото Альберто Бралье из Италии. Куликов опередил только другого российского гимнаста Фёдора Забелина, а также не завершивших турнир финнов Калле Экхольма и Юрьё Вуолио.
В отдельных упражнениях Куликов показал лучший результат на брусьях — 24,50, на кольцах он набрал 21,50, на коне — 17,50, на перекладине — 16,50.
По воспоминаниям Фёдора Забелина, Куликов по профессии к моменту выступления на Олимпиаде был служащим, а о том, что вошёл в состав сборной России, узнал примерно за полтора месяца до старта.
О дальнейшей жизни данных нет.